# Phlebosmylus tancrei
Phlebosmylus tancrei is een insect uit de familie watergaasvliegen (Osmylidae), die tot de orde netvleugeligen (Neuroptera) behoort. 
Phlebosmylus tancrei is voor het eerst wetenschappelijk beschreven door Navás in 1928. De soort komt voor in Turkmenistan (vermoedelijk).